# Universitatea din Strasbourg
Universitatea din Strasbourg (în franceză Université de Strasbourg, Unistra sau UDS) este a doua cea mai mare universitate din Franța (după Universitatea Aix-Marseille), cu aproximativ 46.000 de studenți și peste 4.000 de cercetători. Ea se află în Strasbourg, Alsacia, Franța.
Actuala universitate franceză își are originea în vechea Universität Straßburg de limba germană, care a fost fondată în 1538 și a fost divizată în anii 1970 în trei instituții separate: Universitatea Louis Pasteur, Universitatea Marc Bloch și Universitatea Robert Schuman. Pe 1 ianuarie 2009 cele trei universități au fuzionat și au reconstituit Universitatea din Strasbourg. Având 18 laureați ai premiului Nobel, Universitatea din Strasbourg este clasată acum printre cele mai bune universități din Liga Universităților Europene de Cercetare.

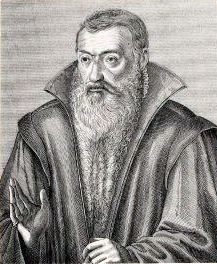
Johannes Sturm fondatorul universității, 1539

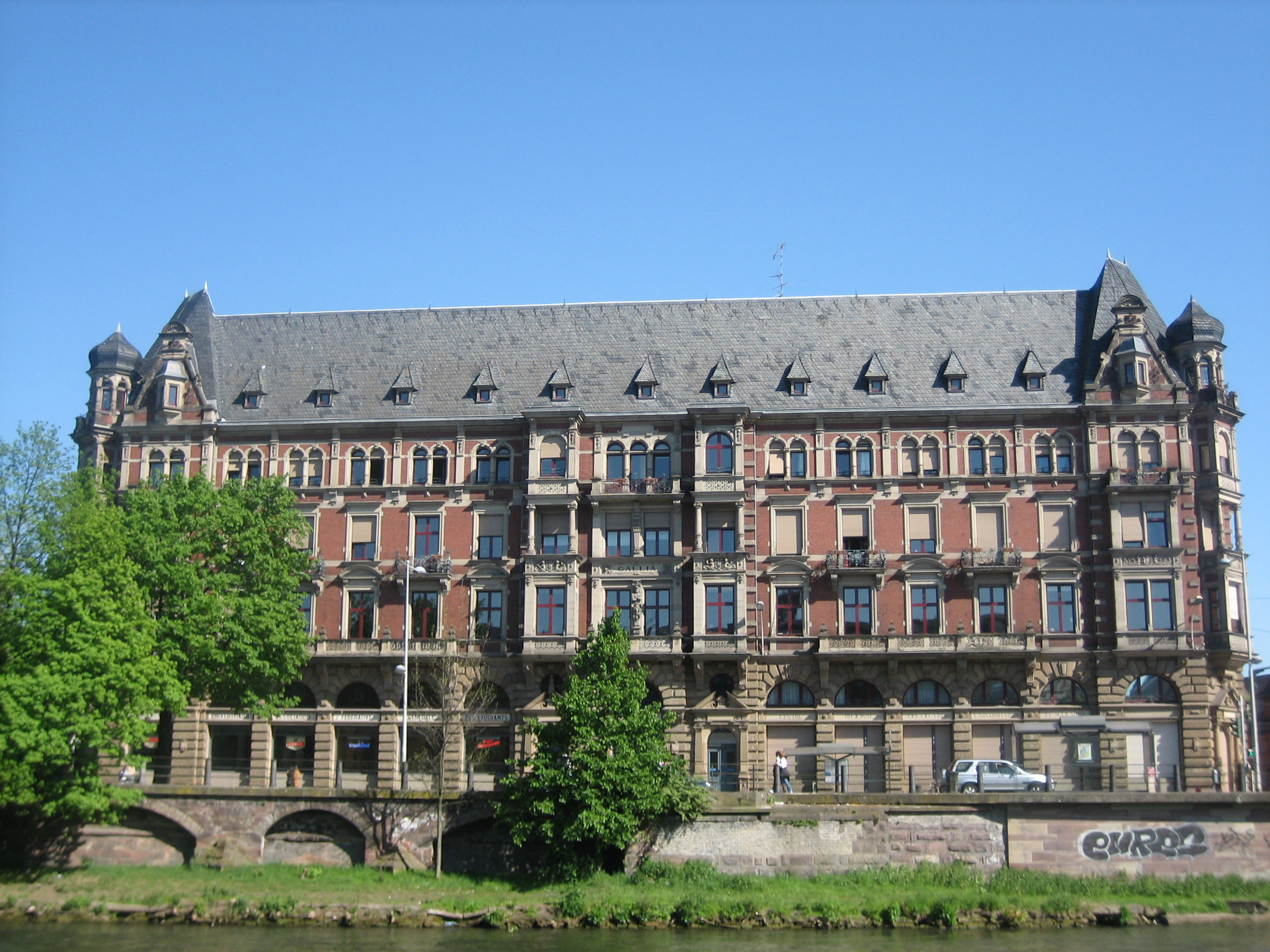
Clădirea Gallia, anterior Germania, sediul Centrului Regional pentru Servicii Studențești

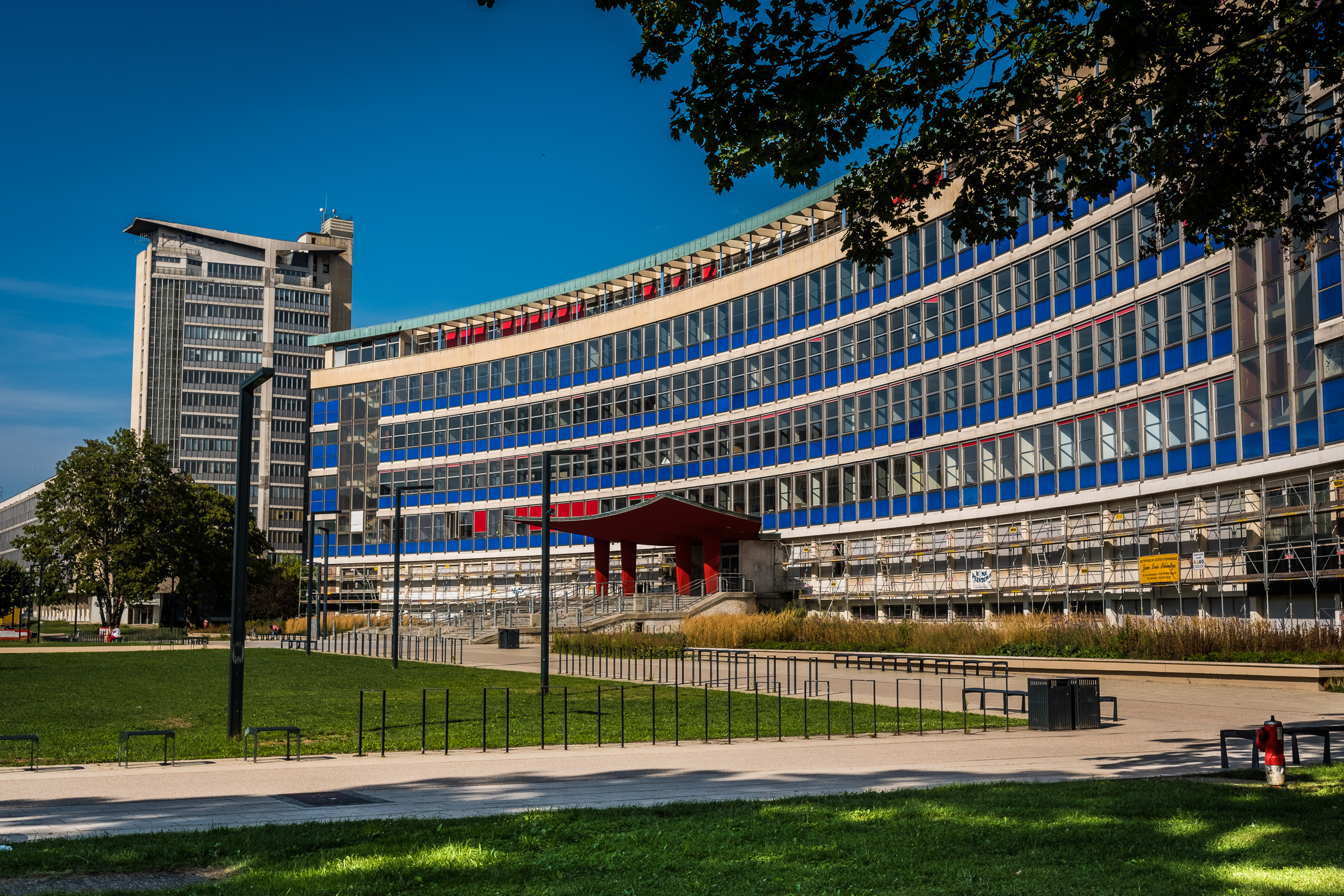
Principala clădire a Facultății de Drept din cadrul fostei Universități Robert Schuman

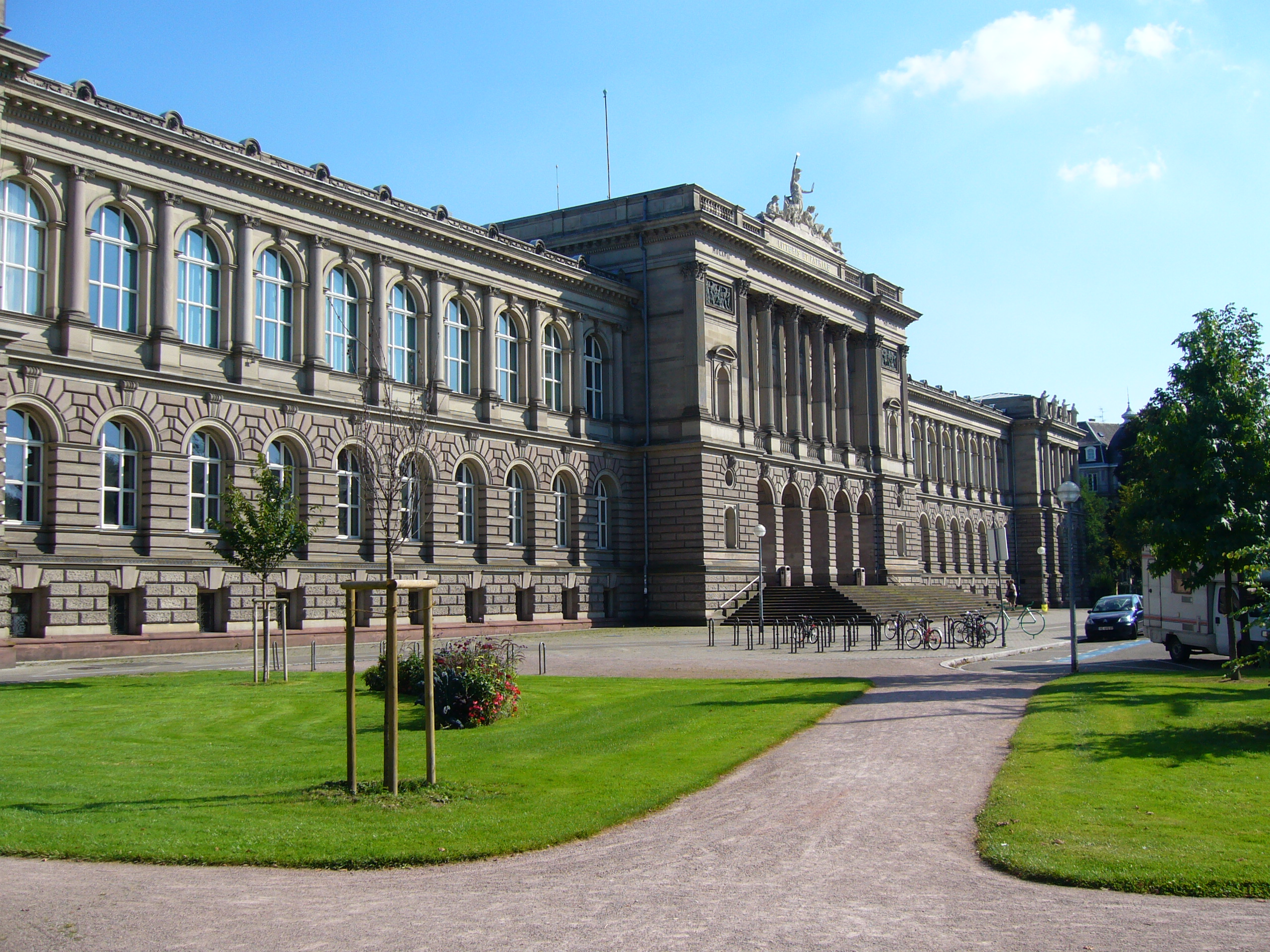
Palatul Universitar, clădirea principală a fostei Universități Imperiale din Strasbourg

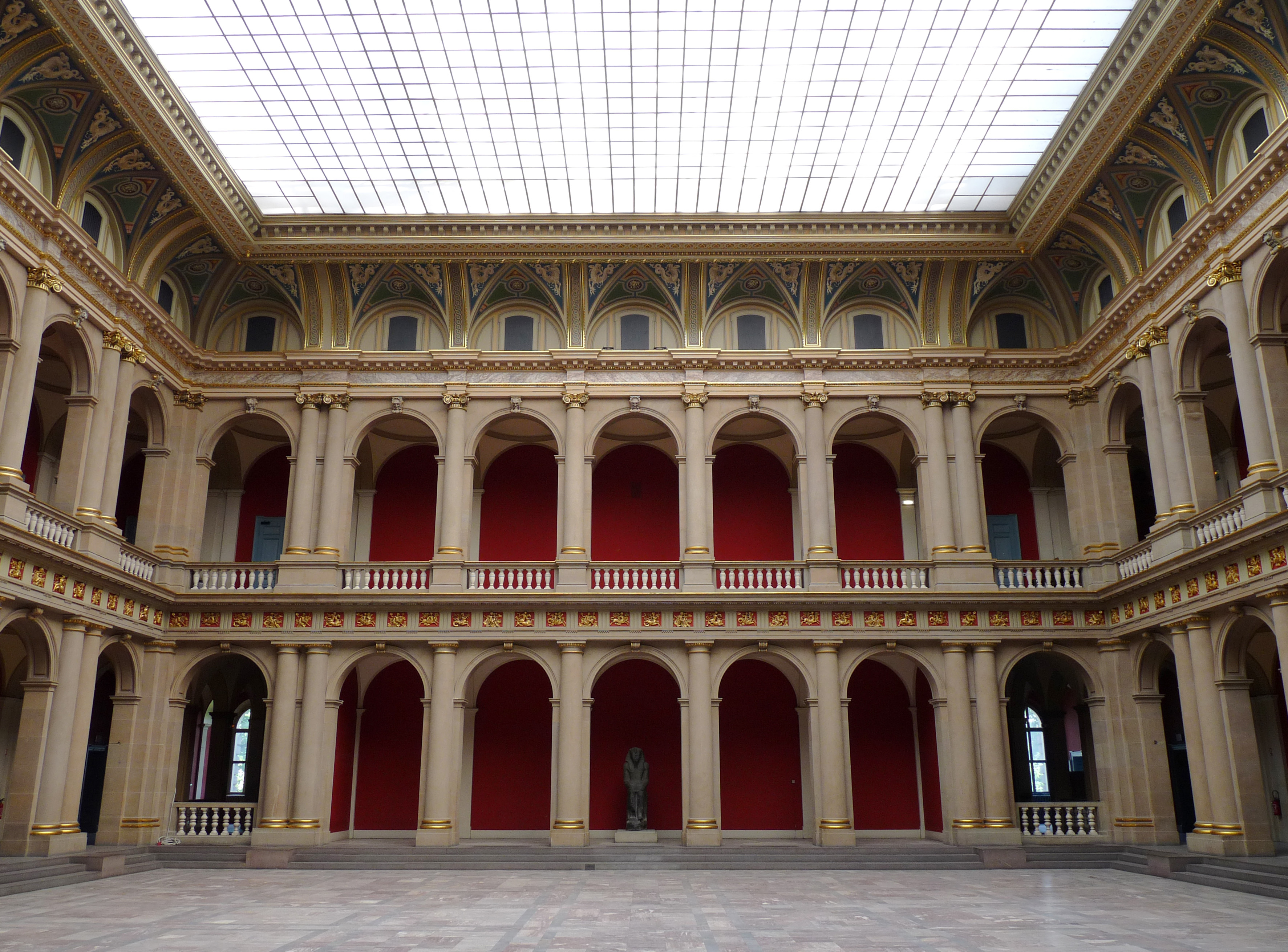
Sala mare a Palatului Universitar, unde a avut loc prima sesiune a Adunării Consiliului Europei

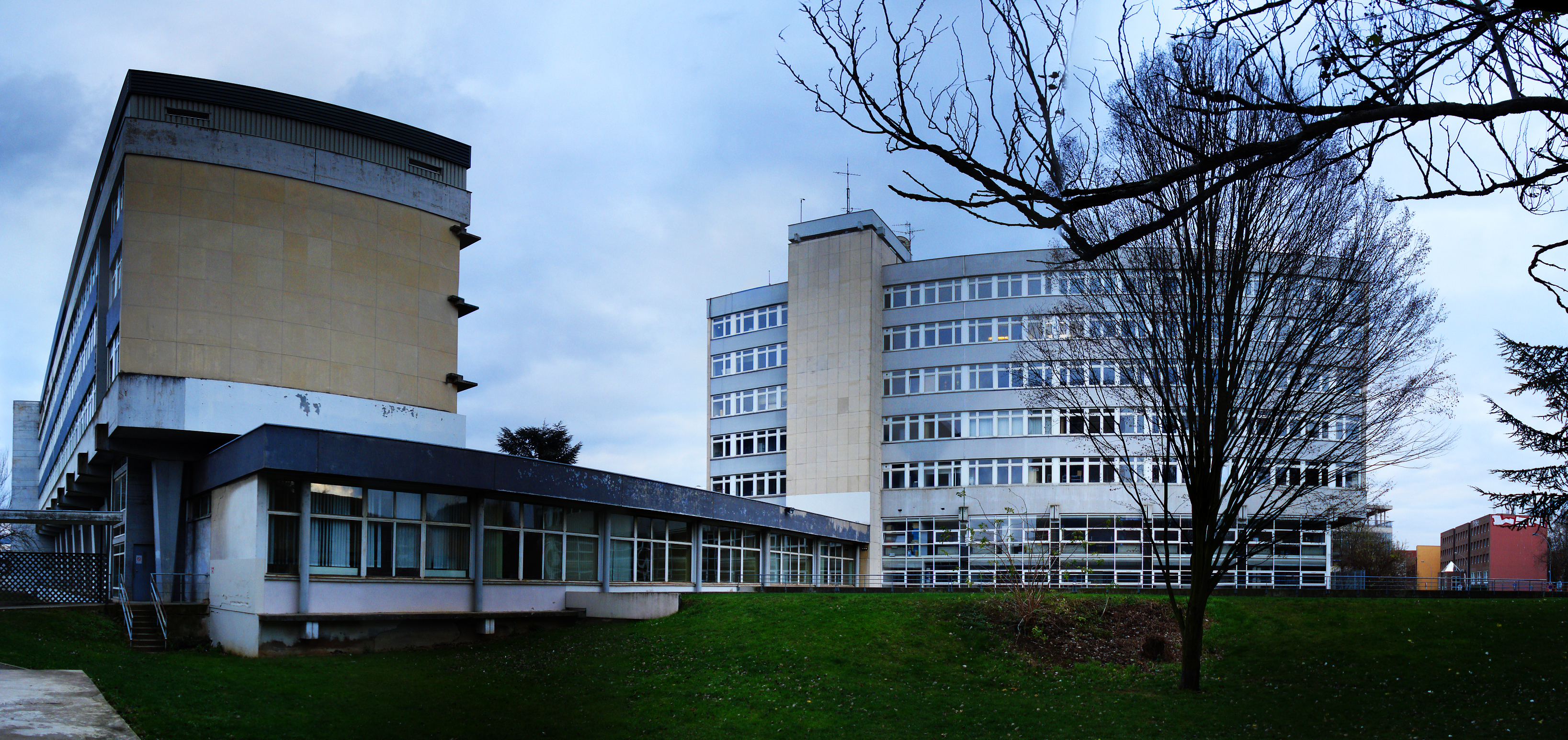
Facultatea de Matematică și informatică

## Istoric
Universitatea s-a format dintr-un gimnaziu umanist luteran german, fondat în anul 1538 de către Johannes Sturm în orașul imperial liber Strassburg. Acesta a fost transformat într-o universitate în anul 1621 (în germană Universität Straßburg) și a fost ridicat la rangul de universitate regală în 1631. Printre primii sale studenți a fost Johann Scheffler, care a studiat medicina și s-a convertit mai târziu la catolicism și a devenit poetul și misticul Angelus Silesius.
Universitatea luterană germană a continuat să funcționeze chiar și după anexarea orașului de către regele Ludovic al XIV-lea în 1681 (un student celebru a fost Johann Wolfgang von Goethe în 1770/1771), dar s-a transformat într-o universitate franceză mai ales în timpul Revoluției Franceze.
Universitatea a fost reînființată sub numele de Kaiser-Wilhelm-Universität în 1872, după Războiul Franco-Prusac și anexarea Alsaciei și Lorenei de către Germania, ceea ce a provocat exodul spre vest al profesorilor francofoni. În timpul Imperiului German, universitatea s-a extins foarte mult și au fost ridicate numeroase clădiri noi pentru că universitatea a fost destinată să fie un exemplu al supremației culturii germane asupra culturii franceze în Alsacia. În 1918, Alsacia și Lorena au redevenit teritorii ale Franței și s-a produs, deci, un exod invers al profesorilor germanofoni.
În timpul celui de-al Doilea Război Mondial, când Franța a fost ocupată, echipamentul și personalul de la Universitatea din Strasbourg au fost transferate la Clermont-Ferrand. În locul său, a fost înființată instituția germană Reichsuniversität Straßburg, care a avut o existență scurtă.
În 1970, universitatea a fost divizată în trei instituții separate:
- Universitatea Louis Pasteur (Strasbourg)
- Universitatea Marc Bloch (Strasbourg II)
- Universitatea Robert Schuman (Strasbourg III)

Acestea au fost, cu toate acestea, reunite în 2009, un proces care ar trebui să încheie în 2012, iar Universitatea din Strasbourg a devenit astfel una dintre primele douăzeci de universități franceze care au obținut o mai mare autonomie.

## Clădiri
Campusul universitar acoperă un teritoriu vast aflat aproape de centrul orașului, între stațiile de autobuz și tramvai „Cité Administrative”, „Esplanade” și „Gallia”.
Printre clădirile cu o arhitectură modernă sunt Escarpe, Colegiul Doctoral din Strasbourg, Atrium, Pangloss și altele. Clădirea rezidențială a studenților de la Colegiul Doctoral din Strasbourg a fost proiectată de compania londoneză Nicholas Hare Architects în 2007. Clădirile sunt reprezentate pe principalul perete interior al restaurantului universității Esplanada, împreună cu numele arhitecților și anii construirii.
Organismele administrative, atașate universității (Prefectura; CAF, LMDE, MGEL — asigurări de sănătate; SNCF — compania națională franceză de căi ferate; CTS — compania de transport urban din Strasbourg), sunt situate în clădirea „Agora”.

## Laureați ai premiului Nobel
- Karl Ferdinand Braun
- Paul Ehrlich
- Hermann Emil Fischer
- Jules Hoffmann
- Albrecht Kossel
- Martin Karplus
- Charles Louis Alphonse Laveran
- Jean-Marie Lehn
- Otto Loewi
- Otto Fritz Meyerhof
- Louis Néel
- Wilhelm Röntgen
- Albert Schweitzer
- Hermann Staudinger
- Adolf von Baeyer
- Max von Laue
- Pieter Zeeman
- Jean-Pierre Sauvage

## Profesori și studenți celebri ai universității, după anul nașterii
- Johannes Sturm (1507–1589)
- Johannes Nicolaus Furichius (1602-1633)
- Johann Conrad Dannhauer (1603–1666)
- Angelus Silesius (Johann Scheffler) (1624-1677)
- Philipp Jacob Spener (1635–1705)
- Antoine Deparcieux (1703–1768)
- Johann Hermann (1738–1800)
- Mihail Kutuzov (1745–1813)
- Johann Peter Frank (1745–1821)
- Dominique Villars (1745–1841)
- Johann Wolfgang von Goethe (1749–1832)
- Louis Ramond de Carbonnières (1755–1827)
- Maximilian von Montgelas (1759–1838)
- Klemens Wenzel von Metternich (1773–1859)
- Jean Lobstein (1777–1835)
- Georg Büchner (1813–1837)
- Charles Frédéric Gerhardt (1816–1856)
- Emil Kopp (1817–1875)
- Charles-Adolphe Wurtz (1817–1884)
- Auguste Nefftzer (1820–1876)
- Louis Pasteur (1822–1895)
- Adolph Kussmaul (1822–1902)
- Ambroise-Auguste Liébeault (1823–1904)
- Georg Albert Lücke (1829–1894)
- Anton de Bary (1831–1888)
- Friedrich Daniel von Recklinghausen (1833–1910)
- Adolf von Baeyer (1835–1917), Premiul Nobel 1905
- Adolf Michaelis (1835–1910)
- Heinrich Wilhelm Gottfried von Waldeyer-Hartz (1836–1921)
- Oswald Schmiedeberg (1838–1921)
- Gustav von Schmoller (1838–1917)
- August Kundt (1839–1894)
- Bernhard Naunyn (1839–1925)
- Friedrich Kohlrausch (1840–1910)
- Rudolph Sohm (1841-1917)
- Heinrich Martin Weber (1842–1913)
- Paul Heinrich von Groth (1843–1927)
- Lujo Brentano (1844–1931)
- Gustav Schwalbe (1844–1916)
- Charles Louis Alphonse Laveran (1845–1922), Premiul Nobel 1907
- Wilhelm Röntgen (1845–1923), Premiul Nobel 1901
- Harry Bresslau (1848–1926)
- Ernst Remak (1849–1911)
- Josef von Mering (1849–1908)
- Georg Dehio (1850–1932)
- Karl Ferdinand Braun (1850–1918), Premiul Nobel 1909
- Hans Chiari (1851–1916)
- Hermann Emil Fischer (1851–1919), Premiul Nobel 1902
- Albrecht Kossel (1853–1927), Premiul Nobel 1910
- Paul Ehrlich (1854–1915), Premiul  Nobel 1908
- Ludwig Döderlein (1855–1936)
- Otto Lehmann (1855–1922)
- Theobald von Bethmann Hollweg (1856–1921)
- Georg Simmel (1858–1918)
- Oskar Minkowski (1858–1931)
- Othmar Zeidler (1859–1911)
- Geerhardus Vos (1862–1949)
- Andreas von Tuhr (1864–1925)
- Pieter Zeeman (1865-1943), Premiul Nobel 1902
- Gustav Anrich (1867–1930)
- Georg Thilenius (1868–1937)
- Gustav Landauer (1870–1919)
- Franz Weidenreich (1873–1948)
- Otto Loewi (1873–1961), Premiul Nobel 1936
- Karl Schwarzschild (1873–1916)
- Erwin Baur (1875–1933)
- Albert Schweitzer (1875–1965), Premiul Nobel 1952
- Ernest Esclangon (1876–1954)
- Paul Rohmer (1876–1977)
- Maurice René Fréchet (1878–1973)
- Helene Bresslau Schweitzer (1879–1957)
- Max von Laue (1879–1960), Premiul Nobel 1914
- René Leriche (1879–1955)
- Hans Kniep (1881–1930)
- Hermann Staudinger (1881–1965), Premiul Nobel 1953
- Otto Fritz Meyerhof (1884–1951), Premiul Nobel 1922
- Pierre Montet (1885–1966)
- Marc Bloch (1886–1944)
- Robert Schuman (1886–1963)
- Ernst Robert Curtius (1886–1956)
- Hans Schlossberger (1887–1960)
- Friedrich Wilhelm Levi (1888–1966)
- Carl Schmitt (1888–1985)
- Beno Gutenberg (1889–1960)
- André Danjon (1890–1967)
- Henri Lefebvre (1901–1991)
- Michel Mouskhely (1903–1964)
- Jean Cavaillès (1903–1944)
- Louis Néel (1904–2000), Premiul Nobel 1970
- Henri Cartan (1904–2008)
- Ernst Anrich (1906–2001)
- Emmanuel Levinas (1906–1995)
- Michael Ellis DeBakey (1908–2008)
- Antoinette Feuerwerker (1912–2003)
- Salomon Gluck (1914–1944)
- Hicri Fișek (1918–2002)
- René Thom (1923–2002), Medalia Fields 1958
- Milton Santos (1926–2001), Premiul Vautrin Lud 1994
- Gabriel Vahanian (1927-2012)
- Martin Karplus (*1930), Premiul Nobel 2013
- Yves Michaud (*1930)
- Pierre Chambon (*1931)
- John Warwick Montgomery (*1931)
- Zemaryalai Tarzi (*1933)
- Alberto Fujimori (*1938)
- Liliane Ackermann (1938–2007)
- Jean-Marie Lehn (*1939), Premiul Nobel 1987
- Philippe Lacoue-Labarthe (1940–2007)
- Jean-Luc Nancy (*1940)
- Jules A. Hoffmann (*1941), Premiul Nobel 2011
- Katia Krafft (1942–1991)
- Jean-Pierre Sauvage (*1944), Premiul Nobel 2016
- Moncef Marzouki  (*1945)
- Maurice Krafft (1946–1991)
- Jacques Marescaux (*1948)
- Arsène Wenger (*1949)
- Jürgen Wöhler (*1950)
- Patrick Strzoda (*1952)
- Jean-Claude Juncker (*1954)
- Thomas Ebbesen (*1954)
- Luc Grethen (*1964), compozitor și muzician

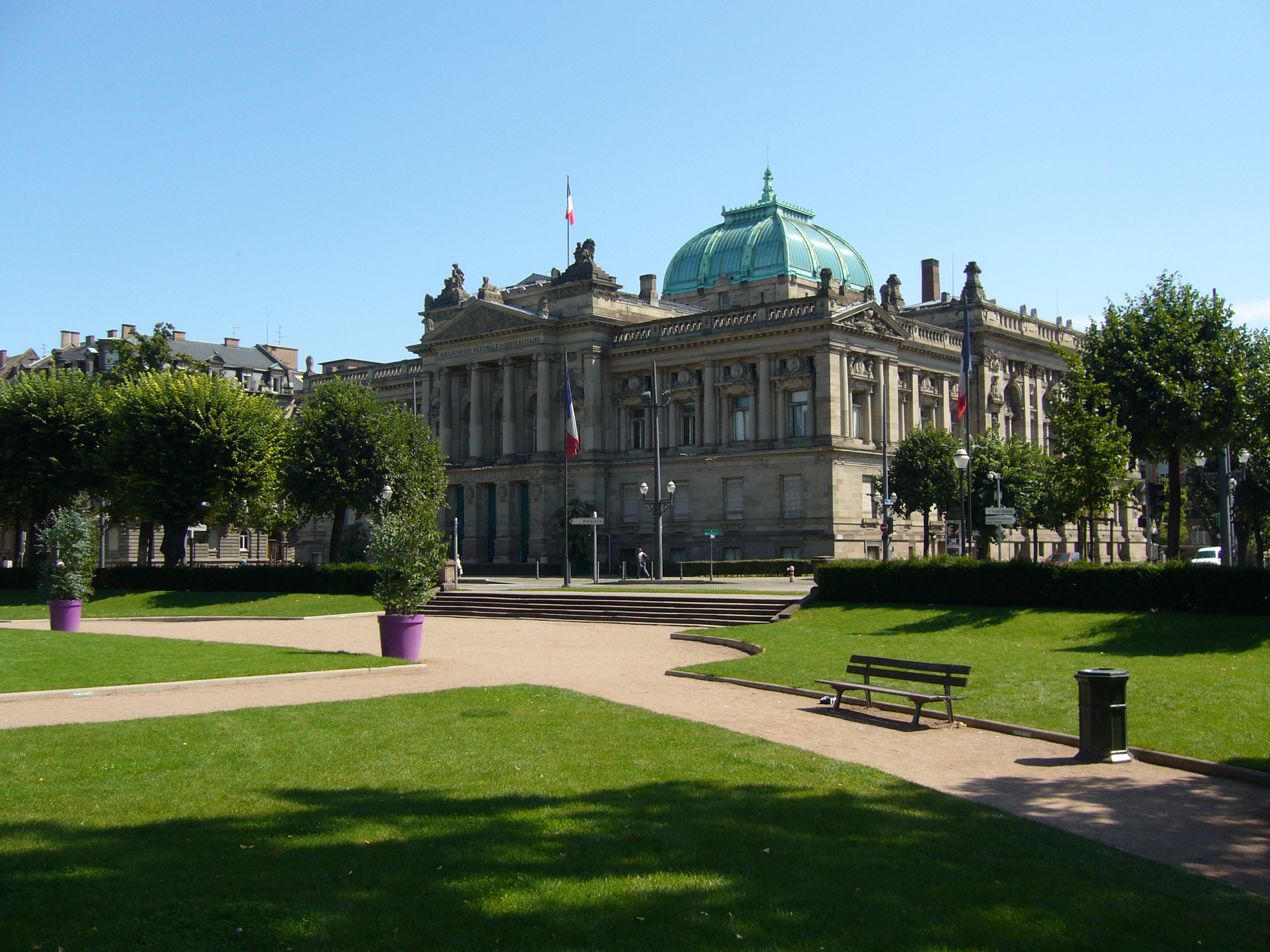
Biblioteca Națională și Universitară în Place de la République, anterior Kaiserplatz